# Paul R. Milgrom
Paul Robert Milgrom (n. 20 aprilie 1948, Detroit, Michigan, SUA) este un economist american, profesor la Universitatea Stanford. În 2020 i-a fost decernat Premiul Nobel pentru Științe Economice, alături de Robert B. Wilson, „pentru îmbunătățirile aduse teoriei licitațiilor și invențiile referitoare la noi formate de licitație”.